# Funiculaire de Montmartre

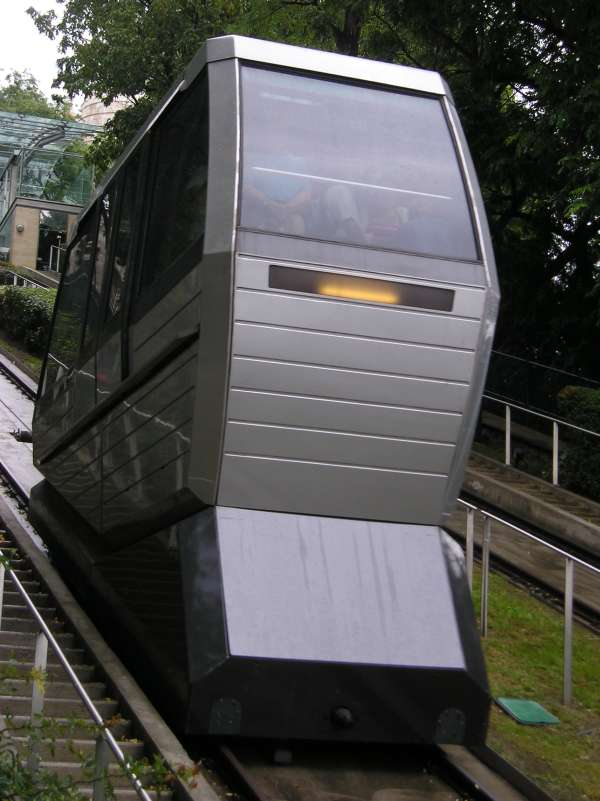
Een van de cabines van de Funiculaire de Montmartre

De funiculaire de Montmartre (kabeltrein van Montmartre) is een kabeltrein in Parijs, gelegen in het 18e arrondissement. Het is een automatische kabeltrein bestaande uit twee cabines. De kabeltrein is in juli 1900 geopend om de top van de heuvel Montmartre en daarmee de Sacré-Cœur makkelijker bereikbaar te maken. De kabeltrein wordt beheerd door de RATP, en vervoert jaarlijks 2 miljoen reizigers.

## Geschiedenis

### Chronologie
- 5 juni 1891: besluit tot het aanleggen van een kabeltrein op de Montmartre;
- 12 of 13 juli 1900: opening van de eerste kabeltrein, met water als tegengewicht (waterballastbaan)
- 1 november 1931: sluiting van de waterballastbaan;
- 2 februari 1935: opening van de tweede kabeltrein;
- 1 oktober 1990: sluiting van de tweede kabeltrein, voor een renovatie;
- 5 oktober 1991: opening van de huidige kabeltrein;
- 7 december 2006: het tot nu toe enige ongeluk met de baan vindt plaats. De baan was maanden buiten dienst.

### 1891: het beginsel

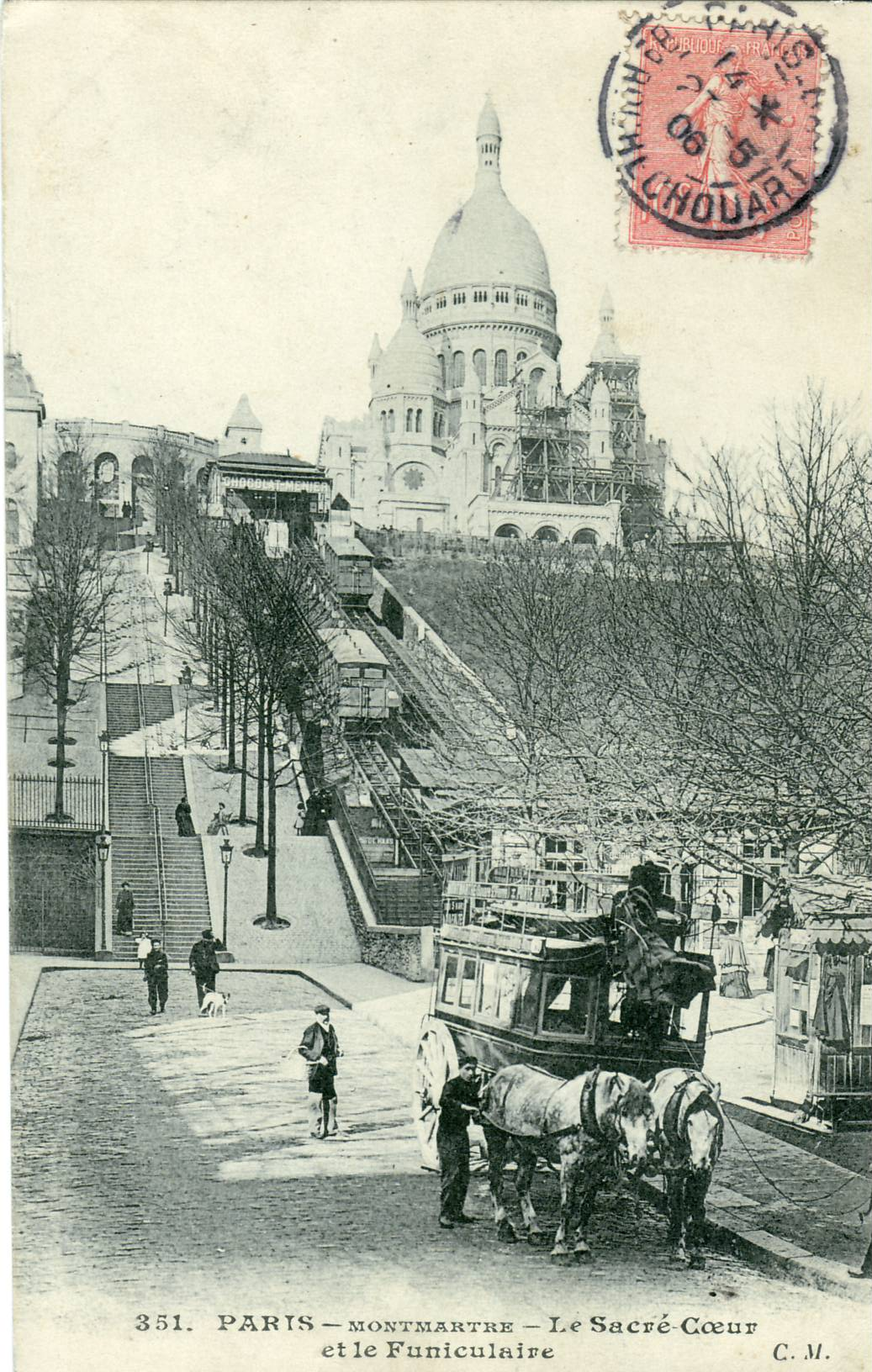
De eerste kabeltrein

In 1891 plande het bestuur van de stad Parijs een kabeltrein naar de top van de Montmartre-heuvel, om zo de in 1891 geopende Sacré-Cœur makkelijker bereikbaar te maken. Volgens de eerste plannen zou de kabeltrein elektrisch aangedreven worden. Ook zou hij acht stations hebben, en veel langer zijn. Uiteindelijk zou de lijn slechts twee stations krijgen, en zou de kabeltrein water gebruiken als contragewicht.
De lijn werd, afhankelijk van de bronnen, geopend op 12 of 13 juli 1900. De exploitatie lag in handen van de firma Decauville, die een concessie had tot 1931. De baan kreeg echter geen toestemming van het lokale politieprefect, en daarom moest de lijn dicht van 24 november 1900 tot 22 maart 1901.
De baan bestaat uit twee sporen met een spoorwijdte van 1435 millimeter (Normaalspoor), voorzien van een tandrad van het type Strub om de voertuigen te laten remmen. De voertuigen worden bewogen door een waterballast-systeem. De voertuigen hebben een capaciteit van 48 personen. Deze baan vervoert jaarlijks een miljoen reizigers.

### 1935: eerste renovatie
Aan het einde van de eerste concessie van de firma Decauville in 1931 werd de baan de verantwoordelijkheid van de Société des transports en commun de la région parisienne (STCRP), de voorloper van de RATP. De STCRP werd belast met de taak om de baan grondig te renoveren. De baan werd na de verbouwing door elektriciteit aangedreven, en als contragewicht werden voortaan de voertuigen gebruikt. De stroom werd geproduceerd door een motor met een vermogen van 50 pk. Enige jaren later werd de RATP, de toen nieuwe Parijse OV-maatschappij, verantwoordelijk voor de kabeltrein.
In 1955 was de baan in dienst van 7 uur 's ochtends tot 21 uur 's avonds in de winter, en tot 23 uur 's avonds in de zomer. In 1962 vervoerde de baan jaarlijks 1,6 miljoen reizigers, mede daarom werd in 1962 een kleine renovatie uitgevoerd.

### 1991: tweede renovatie
Na jaren van veelvuldig gebruik was de kabelbaan begin jaren 90 toe aan een grote renovatie. De RATP en de gemeente Parijs planden een verlenging van de kabelbaan naar het metrostation Anvers, maar vanwege de hoge geraamde kosten werd hiervan afgezien.
Gedurende 1990 en 1991 werd de kabeltrein volledig herbouwd. Op 1 oktober 1990 werd de trein stilgelegd. De dienst werd tijdelijk uitgevoerd met een minibus, die reed tussen de Place Pigalle en de top van de heuvel. De huidige kabeltrein heeft twee onafhankelijk van elkaar werkende cabines die eveneens elektrisch worden aangedreven. Als contragewicht wordt een waterbak gebruikt. Op 1 juni 1991 werd de nieuwe kabeltrein in dienst genomen.

### Ongeluk
Na een ongeluk met een van de cabines op 7 december 2006 werd de baan buiten gebruik gesteld. Tijdelijk werden minibussen ingezet. In 2007 werd de dienst hervat.

## Details
De huidige kabeltrein is in dienst gesteld op 1 juni 1991. Hij is voorzien van twee onafhankelijke cabines met ruimte voor 60 personen per cabine, waarvan 8 zitplaatsen. De aandrijving is elektrisch. De capaciteit bedraagt 2000 passagiers per uur in beide richtingen.
De trein overbrugt het traject met een lengte van 108 meter en een hoogteverschil van 36 meter in minder dan een minuut. De trap in de naast de hellingbaan gelegen rue Foyatier telt 250 treden.
De stations hebben een transparante architectuur en zijn ontworpen door de architect François Deslaugiers. De nieuwe cabines met grote ramen zijn ontworpen door de stylist Roger Tallon, die ook de rijtuigen van de TGV-Atlantique ontworpen heeft. Het dak is deels van glas, waardoor men tijdens de rit een goed uitzicht heeft op de Sacré-Coeur of Parijs.
Iedere cabine heeft zijn eigen kabels en aandrijflieren, waardoor de dienst voortgezet kan worden wanneer een van beide cabines buiten dienst is voor onderhoud.

## Tarieven en financiering
De Funiculaire de Montmartre wordt door de RATP als deel van het metronetwerk beschouwd en daarom zijn de tarieven hetzelfde als op de metrolijnen. Het Ticket t+ is het eenvoudigste vervoersbewijs van Île-de-France. Het is geldig voor bij de RER binnen Parijs, in de metro, in trams en in bussen van de RATP of van Optile. Het wordt in losse vorm en in sets van 10 stuks verkocht en biedt de mogelijkheid om binnen 90 minuten onbeperkt van bus of tram over te stappen. Het is niet mogelijk over te stappen van metro of RER naar een bus of tram en vice versa, of van een metrolijn naar de Funiculaire de Montmartre en vice versa. Er zijn ook verschillende abonnementen te koop.
De kosten voor de exploitatie van de lijnen (onderhoud, materieel en personeelskosten) zijn de verantwoordelijkheid van de exploitant. De inkomsten van de vervoersbewijzen zijn lang niet genoeg om de kosten voor de exploitatie te dekken. Het verschil tussen deze twee wordt gecompenseerd door middel van subsidies, verleend door de vervoersautoriteit STIF, die deze betaalt van vervoersbelastingen voor bedrijven.